# بشير الثاني الشهابي
الأمير بشير الثاني الشهابي الكبير هو أحد أمراء جبل لبنان من آل شهاب، الذين حكموا المنطقة من سنة 1697 حتى 1842. يُعتبر أحد أشهر الأمراء في تاريخ لبنان وبلاد الشام عمومًا، وأحد أبرز ولاة الشرق العربي في العصور الحديثة، كما أنه آخر الأمراء الفعليين للبنان، إذ أن الأمير الذي تلاه كان مجرد أمير صوري عيَّنه العثمانيون على عكس الأمراء السابقين الذين كان يختارهم أعيان الشعب. حكم الأمير بشير الثاني جبل لبنان خلال الربع الأخير من القرن الثامن عشر وصولاً حتى منتصف القرن التاسع عشر، وبهذا كان الأمير الثاني الذي حكم لفترة طويلة كهذه، بعد الأمير فخر الدين المعني الثاني.
عاصر بشير الثاني فترة ضعف وعجز الدولة العثمانية وازدياد الأطماع الأوروبية فيها والتدخل في شؤونها. ومن أبرز الأحداث التي شهدها لبنان في عهده: الحملة الفرنسية على مصر وفلسطين خلال عهد الوالي أحمد باشا الجزار، والحملة المصرية على بلاد الشام والمعارك العديدة التي خاضها الجيش المصري مع الجيش التركي للسيطرة على سوريا الكبرى. يُقسم المؤرخون تاريخ الأمير بشير الثاني في الحكم إلى ثلاث مراحل: المرحلة الأولى (1788 - 1804)، الأمير في عهد أحمد باشا الجزار، وقد امتدت ستة عشر عامًا، وكان موقف الأمير فيها مضطربًا، وخاضعًا لوالي عكا؛ المرحلة الثانية (1804 - 1831)، مرحلة القوة والازدهار، وقد امتدت سبعة وعشرين عامًا، وفيها بلغ الأمير ذروة مجده وقوته، وقد عاصره في هذا الدور في عكا الواليان سليمان باشا ثم عبد الله باشا؛ المرحلة الثالثة (1831 - 1840)، عهد الحكم المصري لبلاد الشام، وقد دامت تسع سنوات، وكان الأمير خلالها متحالفًا مع محمد علي باشا والي مصر ضد الدولة العثمانية، وبانهزام المصريين بنهاية المطاف، غادر الأمير لبنان إلى المنفى وكانت تلك نهاية الإمارة اللبنانية «الأصيلة».

## نشأته
هو بشير بن قاسم شهاب، يُعرف بالثاني لأن أول أمير من آل شهاب كان يُدعى بشير أيضا، ويُقال له «الكبير» لأنه يعتبر من أكبر وأعظم أمراء لبنان عبر التاريخ، كما يُعرف عند الإنكليز «بالمالطي» لأنه لجأ إلى جزيرة مالطة، المستعمرة البريطانية عندما انهزم المصريون وانهار حكمهم في لبنان.
كان الأمير ملحم بن حيدر الشهابي، الذي حكم لبنان بين سنتيّ 1729 و1754 قد رشّح الأمير قاسم، ابن أخيه عمر، ليخلفه في الإمارة، ولكن الأميرين أحمد ومنصور، عميّ قاسم، تجاهلا هذا الترشيح وانفردا بالإمارة، فنزح قاسم إلى بلدة غزير في كسروان وأقام فيها.
وفي سنة 1767 توفي قاسم بعد أن ترك ولدًا في شهره الرابع، هو بشير الثاني. ولم تلبث والدته أن تزوجت وأقامت في منطقة الحدث، قرب بيروت، أما بشير فاحتضنته امرأة من آل الشعلاني كانت في خدمة أبيه، فنشأ يتيم الأب، بعيدا عن الأم، فقيرا، على الرغم من جذوره النبيلة. فبشير الثاني بالتالي، هو ابن قاسم بن عمر بن حيدر الشهابي، وحيدر هو ثاني أمراء آل شهاب، وبطل معركة عين دارة التي وقعت سنة 1711 وقضي بها على الحزب اليمني وتمّ توزيع الأراضي بعدها على الأسر اللبنانية الكبرى

### بشير في حاشية الأمير يوسف

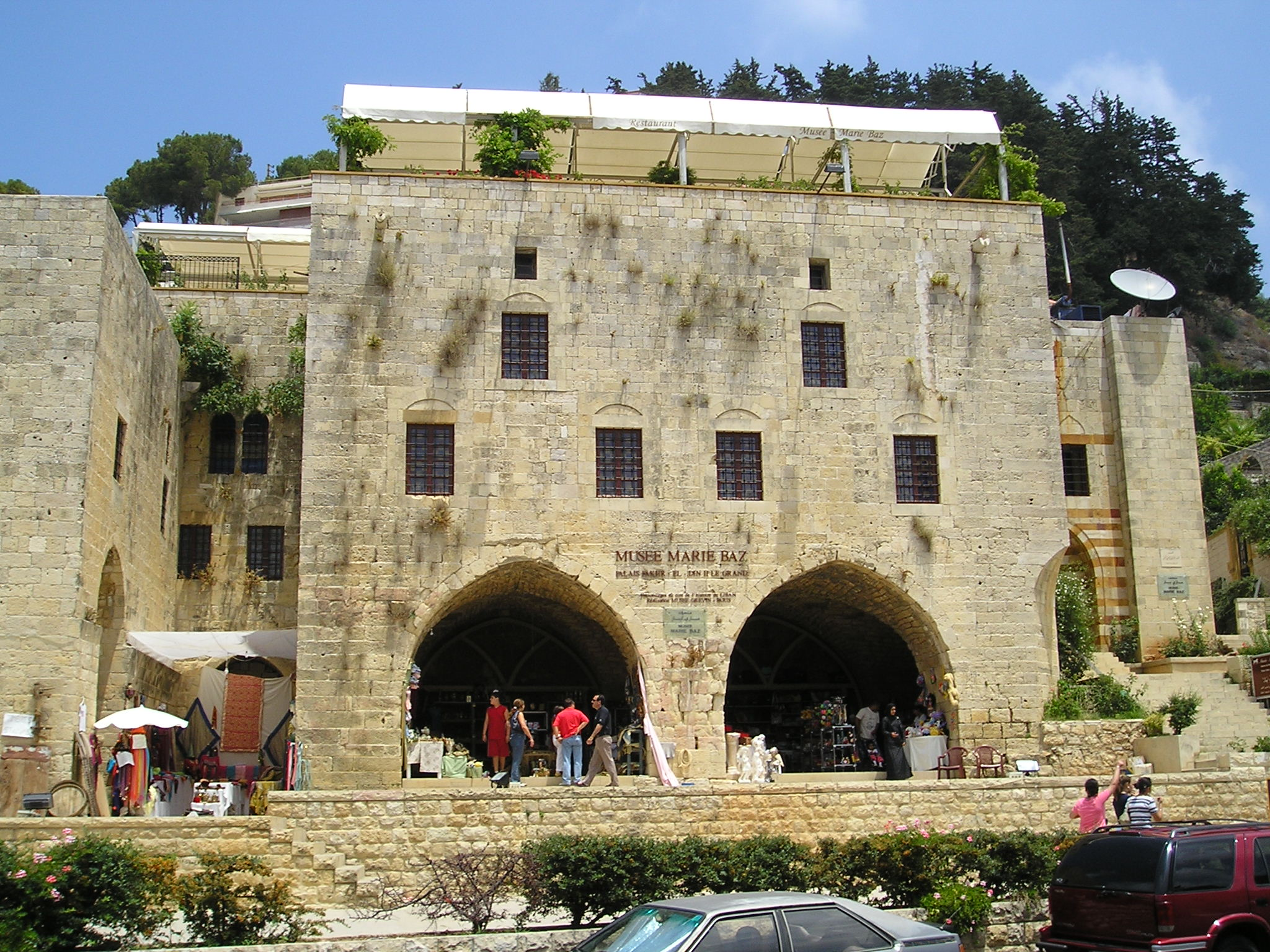
قصر فخر الدين في دير القمر كما يبدو اليوم، كان لا يزال مقر الإمارة اللبنانية عندما انتقل بشير الثاني إلى البلدة.

بعد أن أمضى بشير شطرًا من صباه في منطقة برج البراجنة، في بيت مربيته، بالقرب من الحدث حيث كانت تقيم والدته المتزوجة والتي كان يزورها بين الحين والأخر، انتقل إلى دير القمر، عاصمة الإمارة. وهناك قام ببعض الأعمال التي كلفه بها الأمير في ذلك الوقت، يوسف الشهابي، فكان يشرف على أملاكه ويفضّ الخلافات التي كانت تنشأ بين رجال الإقطاع.
وكانت سلطة الأمير يوسف في ذلك الوقت قد أخذت تضعف، فقد كان الجزار والي عكا، الذي كان لبنان يدفع ضرائبه إلى الدولة العثمانية عن طريقه، يلحّ عليه بطلب المال من جهة، ورجال الإقطاع يتبرمون من كثرة الضرائب، ويتلكؤون في تلبية طلبات الأمير يوسف من جهة ثانية. ومالبث بشير الثاني أن لفت انتباه خصوم الأمير يوسف، وأكثرهم من الحزب الجنبلاطي، ورؤوا فيه شخصا مؤهلاً ليحل مكان الأمير حين يكون الوقت مناسبًا، فالتفّوا حوله، ولكنه كان يشعر أنه فقير لا يستطيع النهوض بأعباء الإمارة، وفي مقدمتها توفير الأموال الكافية لإرضاء الجزار.
كان الأمير يوسف قد شعر بتعاظم شخصية بشير والتفاف رجال الإقطاع حوله، فأراد أن يبعده قليلاً عن عاصمة الإمارة، فأوفده في مهمة إلى حاصبيا بجنوب لبنان، حيث كان الأمير يوسف قد قتل أميرًا شهابيًّا من وادي التيم، وكان الأمير القتيل ثريًّا، فأوفد يوسف بشيرًا إلى حاصبيا سنة 1787 لتقدير تركته. وبينما كان بشير يؤدي مهمته التقى بالأميرة «شمس»، أرملة الأمير القتيل، وكانت ثرية مثل زوجها، فاغتنم الأمير بشير الفرصة وتزوج منها، وعاد إلى دير القمر بثروة كبيرة اشترى ببعضها أرض قصر بيت الدين الذي بناه لاحقا، واستعان بالبعض الآخر على تنفيذ خططه السياسية.

## تولي مقاليد الحكم

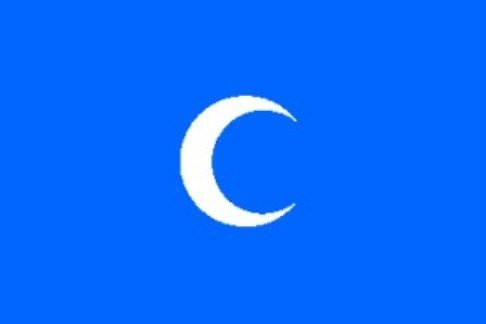
علم الإمارة الشهابية (1697-1842).

ما كادت سنة 1788 تشرف على نهايتها حتى كان بشير الثاني الشهابي هو الرجل المؤهل لكي يتبوأ إمارة الجبل، فهو الذي كان بوسعه أن يرضي نهم الجزار للمال، ويُرضي الحزب الجنبلاطي وسائر الإقطاعيين الذين كانوا يناوئون الأمير يوسف، ويُرضي الأمير يوسف نفسه الذي شعر بعجزه عن الاستمرار في الحكم، بعد أن دعم انقلابا قام به مماليك الجزار على سيدهم ظنا منه أنه سينجح ويتخلص من سلطان ذلك الوالي عليه، فلما اخفق الانقلاب وجد يوسف نفسه في مأزق، وظن أن وجود الأمير بشير في إمارة الجبل معناه استمرار لحكم الأمير يوسف نفسه واستمرار نفوذه. فتنازل عن الحكم، وانتخب أعيان البلاد بشيرا، وما لبث الأخير أن توجه إلى عكا وعاد منها بعد أن تسلم منصب الولاية رسميّا من الجزار.

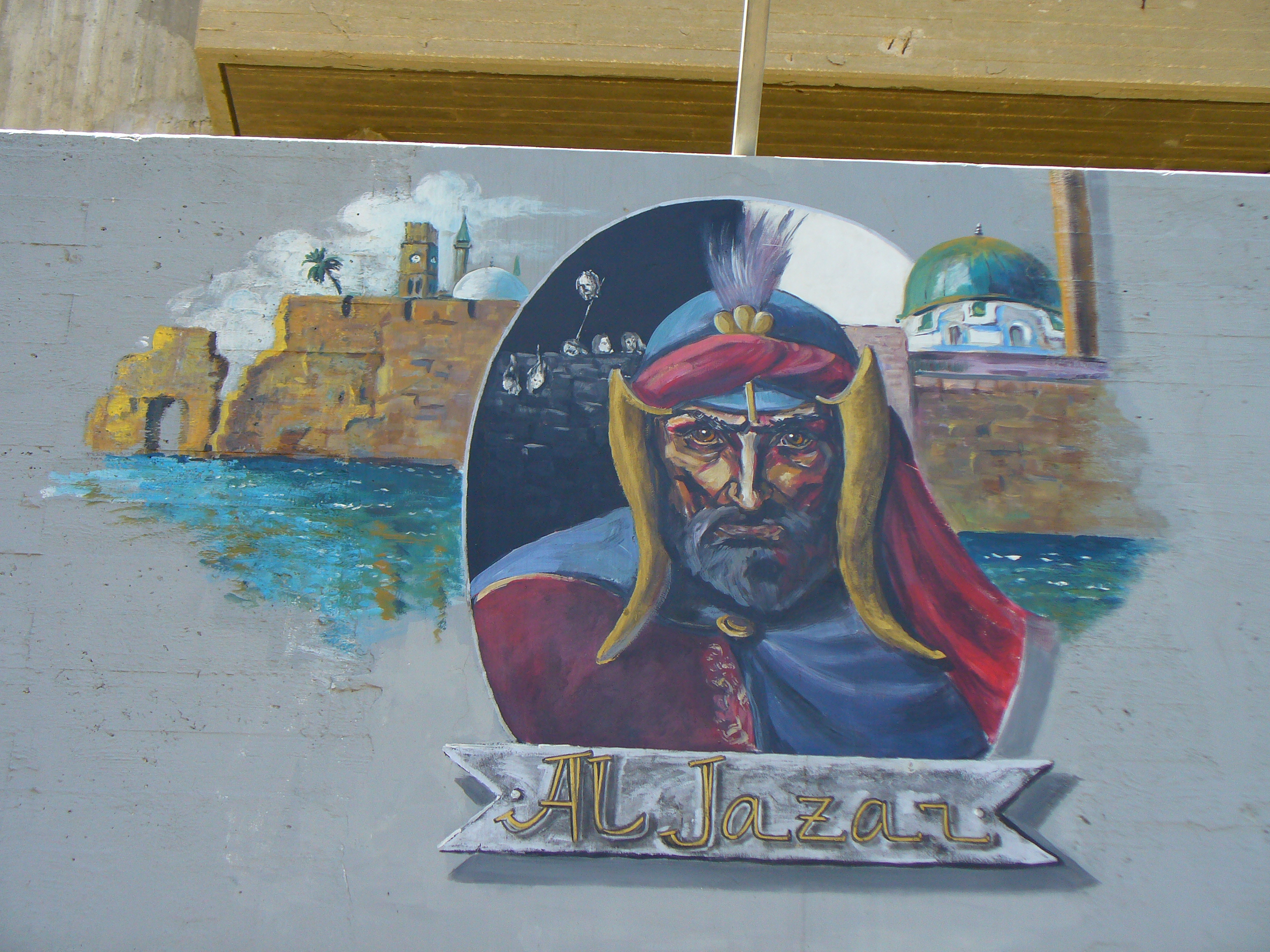
رسم جداري لأحمد باشا الجزار في صالة عرض بعكا.

كان على الأمير أن يواجه عددا من العقبات، كان في طليعتها مطاردة سلفه الأمير يوسف، هذه المطاردة التي أصر عليها الجزار كي يجعل من الأمير السابق عبرة لمن يُفكر بالتمرد على الولاية، وكان الجزار على دراية بطباع الأمير بشير الشجاعة وقدراته الباكرة، فأعطاه جيشا من المرتزقة الألبان والمغاربة وأمره بطرد الأمير يوسف من الجبل أو القبض عليه واقتياده إلى عكا. كان بشير الثاني عند انتخابه قد وعد قريبه الأمير يوسف بالحماية، ولكنه عاد وأدرك أن سلطته لا يمكن أن تقوى أو تستقر بوجود يوسف إلى جانبه، فقد سبق واعتزل الأخير الحكم عددا من المرّات ثم عاد بعد أن راضى الجزار، وليس هناك ما يمنع أن يعاود الكرّة، ويغتنم أية اضطرابات تحصل ليفعل بقريبه بشير ما فعله بإخوته، أي قتله كي لا ينازعه على الحكم. انطلاقا من هذا انقلب الأمير بشير على وعده وقامت بينه وبين سلفه بضعة مناوشات هرب بنتيجتها الأمير يوسف إلى حوران، وعقد العزم على الانتقام، فاتجه إلى عكا بغض النظر عن الخطر المحدق به، وظهر أمام الوالي مع حبل معقود في رقبته كاستعداد لأن يُشنق، وبدون مقدمات عرض على الجزار أن يُرجعه حاكما على لبنان على أن يقدم جزية سنوية قيمتها 600 ألف قرش، فأعجب الجزار بالاقتراح وكاد أن يوافق ويعفي عن الأمير يوسف.
علم الأمير بشير بالمساومات التي كانت تجري في عكا، فأسرع بنفسه وعرض على الجزار أن يدفع له في السنة الأولى ضعفي ما يقترحه الأمير يوسف، مشترطا أن يُشنق الأخير مع مستشاره «غندور»، فوافق الجزار على هذا الاقتراح ونفذ حكم الإعدام بالأمير يوسف. وبهذا أصبح بشير الثاني الشهابي حاكم لبنان الأوحد ولم يبق له منافس فعلي آخر، وضمن والي عكا إلى جانبه لفترة من الوقت على الأقل.

## تمرد وعصيان الشعب
أثارت حادثة شنق الأمير يوسف بعض اللبنانيين في المتن على الأمير بشير، وانتشرت الثورة ضده في مقاطعات الغرب، والجرد والشحّار، وسرعان ما تحول هذا إلى عصيان عام في لبنان سنة 1790، أي في العام الثاني لحكمه. لم يبق إلى جانب الأمير آنذاك سوى حراس الجزار، الذين كانوا قد ألحقوا به لجمع كمية الأموال الموعودة، ولكن الجزار ما لبث أن استرد حراسه، بعد أن أعطي بشليك دمشق فتسمى وقتها أميرا للحج وقرر الذهاب إلى مكة المكرمة على رأس قافلة الحجاج، فاضطر الأمير بشير، والحال هذه، إلى الهرب واللجوء إلى «متسلّم» صيدا التركي، فانتخب أعيان الجبل مكانه أميرين من أقربائه هما حيدر وقعدان الشهابيين.
بعد عودته من مكة، أرسل الجزار جيوشه لمساعدة الأمير بشير، ولكن سكان الجبل وقفوا وقفة واحدة في وجه إعادة بشير إلى الحكم، فدارت بينهم وبين جيش الأمير والجزار معارك لمدة سنتين بقي لبنان خلالها منيعا أمامهم. لكن القدر سمح لوالي عكا أن ينتقم من الجبليين بقسوة ويُعيد الأمير إلى منصبه عنوة، ففي سنة 1793 عمّ القحط بلاد الشام، وكانت المراكب المحملة بالقمح تفرغ حمولتها في بيروت وبالرغم من أن بعض القرى كانت تعاني من الجوع، إلا أن الباشا منع وصول القمح إلى الجبل، وعندها فقط استوفى الجزار كل ديونه. ولتهدئة الشعب التعيس المعذب والجائع، والذي فقد كل إمكاناته في دفع الجزية والفدية، طلب الجزار من الأمير بشير بأن يغرب عن جبل لبنان لفترة، فالتحق الأخير بقبائل الأنصاريين في شمال لبنان، حيث استطاع من هناك أن يجتذب إلى جانبه حزب الجنبلاطيين. وكان الجزار في هذه الفترة يُغذي الانقسامات بين الأمراء الشهابيين ويثير النزاع بين الإقطاعيين، فيبتز المال من كل راغب بمنصب الإمارة ويؤلب بعضهم على بعضهم الآخر، واستمر في خطته هذه حتى سنة 1798 عندما أصدر أمرا بإعادة بشير إلى الحكم، فعاد الأمير بشير إلى منصبه بتأييد من الجزار، الذي افسح له المجال للتخلص بنفسه من منافسيه، وبدعم من الجنبلاطيين.

### الأمير يبطش بخصومه
أراد الأمير بشير أن ينتقم من الذين ثاروا عليه، أو ساعدوا خصومه خلال تخليه عن الحكم، فبطش بهم وفي طليعة هؤلاء كان آل نكد، وطارد أبناء الأمير يوسف ونكّل بكل من وقع بين يديه وأنزل بهم ألوان العذاب والإذلال. ولمّا أيقن أبناء الأمير يوسف أن نهايتهم ستكون على يد الأمير بشير، جمعوا أموالا كثيرة، وتوجهوا إلى الجزار راغبين في «شراء» إمارة الجبل.
وأغرت هذه الأموال الجزار، فنسي وعده ودعمه للأمير بشير، وانقلب عليه علنا، وأنعم على أبناء الأمير يوسف بإمارة الجبل من جديد. وما كاد الجزار يفعل ذلك، حتى بلغته أنباء الجيش الفرنسي بقيادة نابليون بونابرت، الذي نزل أرض مصر، فجزع الجزار جزعا شديدا، وتريث في عزل الأمير بشير، فاستبقى أبناء الأمير يوسف في عكا ريثما تنجلي نتائج الحملة الفرنسية. وارتاح الأمير بشير، بعض الوقت، من تقلبات مزاج الجزار.

## الحملة الفرنسية على مصر وفلسطين

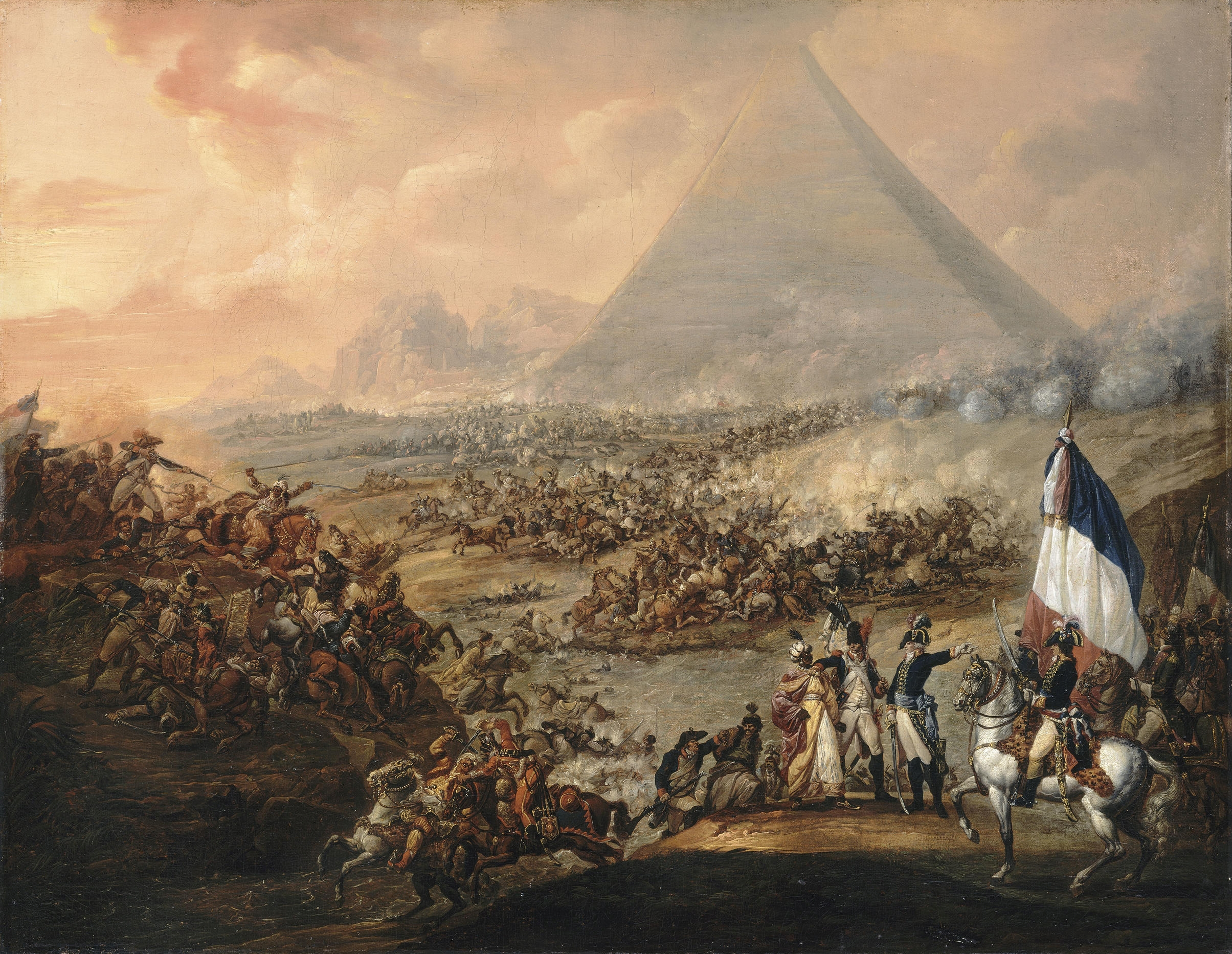
معركة الأهرام، 21 يوليو 1798، بريشة فرانسوا لويس-جوزيف واتو، حوالي سنة 1798 أو 1799.

تغلب الجيش الفرنسي، بقيادة نابليون بونابرت، على المماليك في مصر، في معركة الأهرام قرب القاهرة. وكانت الجمهورية الفرنسية تقصد من احتلال مصر، السيطرة على طريق بريطانيا إلى الهند آنذاك. ورأت الدولة العثمانية في احتلال بونابرت مصر اعتداءً عليها، ووقف الإنكليز والروس إلى جانب العثمانيين، وعرضوا على الباب العالي المساعدة العسكرية، برّا وبحرا لإخراج الفرنسيين من مصر.
ولما رأى بونابرت تجمّع أساطيل العثمانيين والإنكليز والروس في البحر المتوسط، عزم على مفاجأة الدولة العثمانية باحتلال بلاد الشام قبل أن يستكمل العثمانيون استعداداتهم، فاحتل غزة ويافا والرملة وحيفا ووصل إلى صور في جنوب لبنان، ولكن جنوده لم يستطيعوا اقتحام حصون عكا لمناعتها. وكان أحمد باشا الجزار قد زوّد حاميتها بالمدافع، كما كان الأسطول الإنكليزي بقيادة الأميرال سدني سميث يُساعد رجال الجزار.

### موقف الأمير بشير

السيف الذي أهداه نابليون إلى الأمير بشير.

عندما تساوت قوى الفريقين، ووقف كل من بونابرت والجزار يتربص بالأخر، التفت كل منهما إلى الأمير بشير، فوجدا فيه مرجّحا لكفة من يُساعده فيما يُقدمه الأمير من رجال ومؤن، فكتب كل منهما إليه: أما بونابرت فقد طلب إليه المساعدة ووعده بتوسيع حدود إمارته وتخليص بلاد الشام من حكم الجزار المتقلّب الذي دائما ما يخلف بوعوده ويغدر بمن حوله؛ وأما الجزار فأصرّ على الأمير أن يمده بجيش ليقاوم الحملة الفرنسية، ووعده مقابل ذلك بإعادة مدينة بيروت إلى إمارته. وكان موقف الأمير حرجا للغاية، فالمعارك لم تكن تنبئ عن نجاح مؤكد لأحد الفريقين، والواقع أنه كان من الصعب على أمير لبنان، أي أمير، أن يتخلص من التورط السياسي عندما تتدخل قوة أجنبية في المنطقة. فالأمير لم يكن ليضمن وفاء الجزار بوعده، فهو قد خلف وعودا عديدة من قبل مقابل المال، كما أنه كان يريد أن يعين أبناء الأمير يوسف بدلا من بشير، وليس هناك ما يمنع أن يعاود الكرّة إن انتصر على الفرنسيين، كذلك ليس هناك من ضمانة لنوايا بونابرت تجاه الأمير ولبنان.
سكت الأمير بشير عن الرد على رسالة بونابرت، وتجاهل المؤن التي زود بعض الأهالي بها الجيش الفرنسي، وردّ على الجزار يعتذر عن تقاعسه في نجدته، زاعما أن أهل البلاد امتنعوا عن طاعته بعد أن بلغهم أن الجزار عزله عن الحكم، وولّى مكانه أبناء الأمير يوسف. فكان هذا الاعتذار أشد وقعا في نفس الجزار من الرفض الصريح. ومن حسن حظ الأمير بشير أن رسالة ثانية بعث بها بونابرت إليه، وقعت في يد «متسلّم» صيدا، فأرسلها إلى رئيسه الجزار، وكان فيها عتاب من بونابرت للأمير بشير، لعدم رده على رسالته الأولى. عندئذ اطمأن والي عكا بعض الاطمئنان إلى سلامة موقف الأمير من الفاتح الفرنسي.
وكان هذا الموقف المحايد الذي التزمه الأمير بشير، موقفا حكيما أنقذ فيه نفسه وبلاده من التورّط بين القوتين المتنازعتين. وكان القائد الفرنسي قد جامل الأمير بشير فأهداه سيفا تاريخيّا، فقدم له الأمير بندقية ثمينة.
عندما اجتاز الجيش العثماني سهل البقاع متوجها إلى عكا لنجدة الجزار، اتصل الأمير بشير بالصدر الأعظم يوسف باشا ضيا، الذي كان يقود الجيش، وأمده بالرجال والمؤن والهدايا، وطلب إليه التدخل لرفع ظلم الجزار وسطوته عنه، مبديا رغبته في أن يكون لبنان مستقلا عن ولاية عكا، وأية ولاية أخرى، وأن يخوله الاتصال مباشرةً بحكومة إسطنبول، وإرسال الأموال المجموعة من الضرائب إليها دون وساطة والي عكا، فوعده الصدر الأعظم بتحقيق رغبته.

### إخفاق الحملة الفرنسية
نتيجة مناعة حصون عكا، ووصول النجدات العثمانية إليها، واشتراك الأسطول البريطاني في مساعدة العثمانيين، وشدة وطأة وباء الملاريا ثم الطاعون الذين فتكا بالجنود الفرنسيين فتكا ذريعا، اضطر بونابرت إلى رفع الحصار عن عكا والتراجع إلى مصر سنة 1799، ثم عاد إلى فرنسا عندما بلغه نبأ اضطراب الأحوال في أوروبا، وترك للجنرال كليبر قيادة القوة الفرنسية. ولم تلبث هذه القوة الفرنسية أن انسحبت من مصر سنة 1801 عائدة إلى بلادها، بسبب اضطراب الأحوال الداخلية في فرنسا.

## سياسة الأمير بشير

### الصراع بين الأمير والجزار
كان الجزار يُراقب تحركات الأمير بشير واتصالاته، فلما بلغ الصدر الأعظم حدود مصر، سارع الجزار إلى قطع الطريق على الأمير بشير ورغباته، فاتصل بخصوم الأمير، وأثارهم عليه، وزودهم بالجند والذخيرة، وولّى أبناء الأمير يوسف الحكم وأرسلهم إلى لبنان واحتفظ بأخيهم الأصغر رهينة لديه. اضطر بشير الثاني إزاء هذا الأمر أن يلجأ إلى بلدة الكورة فالهرمل، وأرسل أفراد أسرته والمخلصين من حاشيته إلى بلدة صليما؛ ومن ثم التحق بهم هناك وبقي فيها لأكثر من سنة، متواريًا عن عيون الجزار والأميرين قعدان وسلمان شهاب، أبناء الأمير يوسف. وبينما كان الأمير يحاول الوصول إلى حوران، بلغته دعوة الأميرال سميث الذي كان في زيارة بيروت وعلم بما حدث للأمير.
كان سدني سميث أميرال الأسطول البريطاني في البحر المتوسط، قد اطلع على موقف الأمير بشير المحايد من بونابرت وتفهم موقفه وأسباب عدم إقدامه على تقديم المساعدة لأي من الطرفين، فبادل الأمير بالهدايا والرسائل، وأرسل ابن أخته الجريح ليقيم في ضيافته، ريثما يشفى من جراحه، فأحسن الأمير بشير وفادته وأكرمه. وعندما زار الأميرال سميث بيروت، اجتمع بالأمير بشير في قرية عين عنوب، القريبة من المدينة، واستمع إليه يشكو من طغيان الجزار ونكثه بالوعود. وسعى الأميرال سميث لدى الجزار من أجل تحسين علاقاته بالأمير بشير، فوعده الجزار بتأييد الأمير، ولكنه ما لبث أن نكث بوعده كعادته، بعد أن غادر الأسطول البريطاني ميناء عكا، وكان سميث قد اشتكى لسفارة بلاده التي نقلت الشكوى بدورها إلى الصدر الأعظم، يوسف باشا ضيا، الذي كان قد عبر بلاد الشام مع 100 ألف جندي ووصل حدود مصر.

رحلة الأمير بشير الثاني من طرابلس إلى العريش.

اتجه الأمير بشير إلى طرابلس حيث استقل مركبا إنكليزيّا نقله إلى بلدة العريش في سيناء، وهناك قابل الصدر الأعظم بحضور الأميرال سميث، فعرض الصدر الأعظم أن يمد الأمير بعشرة آلاف جندي لاحتلال لبنان رغما عن الجزار، ولكن الأمير استبعد هذا الاقتراح واكتفى بوعد من الصدر الأعظم بعزل الجزار بعد عودته من مصر، كما وعده الأميرال سميث بمساعدته عسكريّا إذا اعتزم الجزار المقاومة في عكا. وهكذا اتفق الثلاثة على التخلص من الجزار من ناحية، كما أخذ الإنكليز «يعمقون» علاقتهم بالإمارة اللبنانية.
ولم يستطع الصدر الأعظم أن يفي بوعده، لأنه مني بالهزيمة أمام الجيش الفرنسي، فلم يعد يقوى على الجزار. أما الأمير بشير، فبعد أن تأكد بأن لا وعود الصدر الأعظم ولا مساعي الإنكليز ولا فرمانات السلطان، تمكنه من استعادة الإمارة المفقودة، قرر تجربة حظه مرة أخرى معتمدا على شوق الناس لحكمه بعد تذمرهم من معاملة بدائله لهم. عاد بشير إلى طرابلس ليجد الاضطرابات تعمّ أرجاء لبنان، فقد أساء أبناء الأمير يوسف معاملة الشعب، فثار الناس عليهم، وكان الجزار يُعين أميرا بعد أمير، فانتشرت الفوضى واضطرب حبل الأمن.
ورأى الأمير بشير أن الفرصة مواتية، من غير أن ينتظر مساعدة من الخارج، فجمع أنصاره وبطش بخصومه وجدد توطيد حكمه. وعندما وجد الجزار ان قوة الأمير بشير تتعاظم، وإن اللبنانيين بأكثريتهم يريدونه حاكما، اعترف به حاكما على البلاد بشرط أن يقدم 400 ألف قرش، ضرائب متأخرة عن السنوات الماضية، ونصف مليون قرش جزية سنوية، وكتب إليه بالولاية سنة 1803.

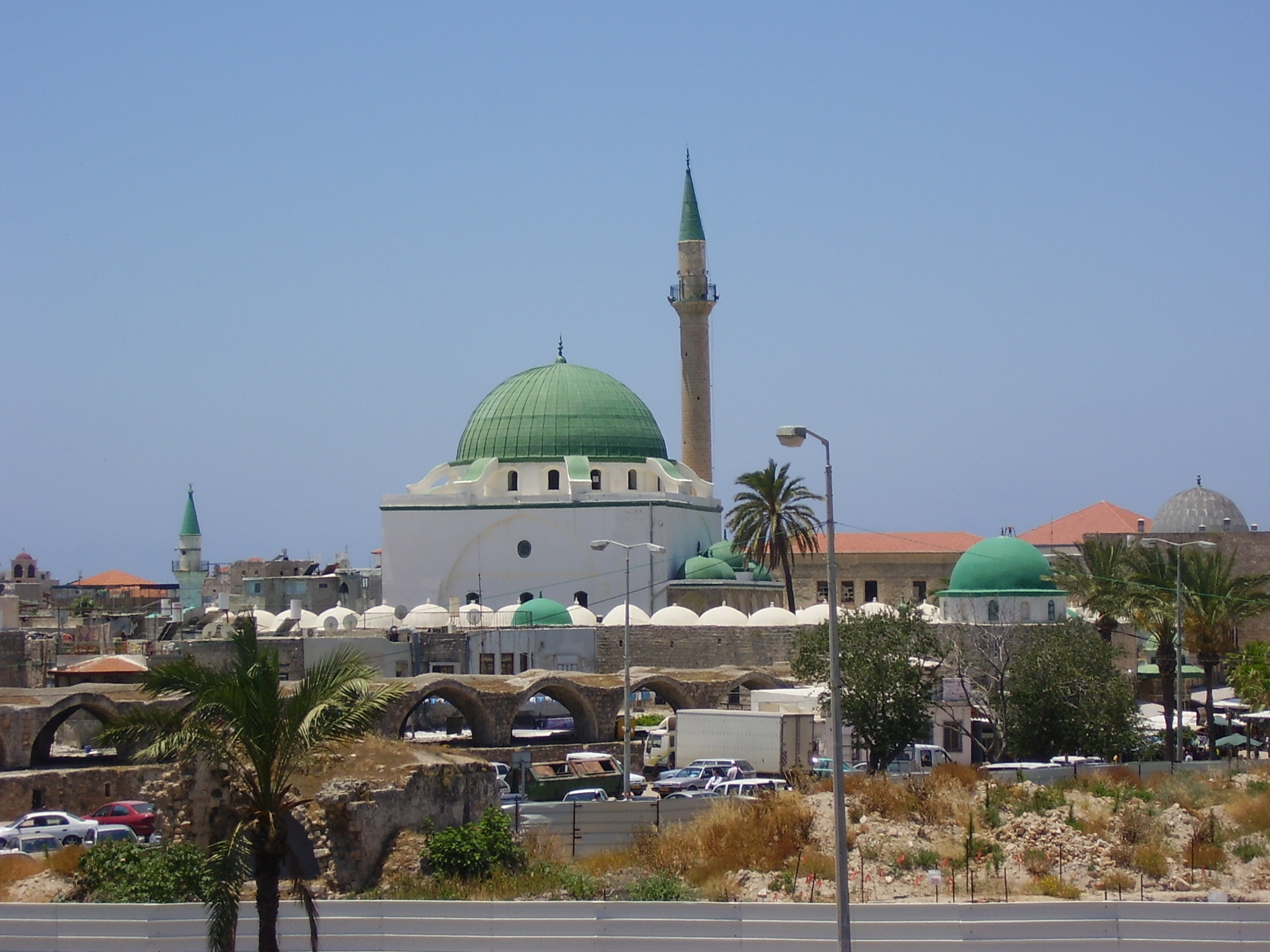
مسجد أحمد باشا الجزار في عكا، دُفن الجزار في قبر مجاور له.

عمل الأمير على إقرار النظام بالبلاد، ولكن قلقه من تقلّب الجزار لم يزل إلا سنة 1804، عندما توفى الجزار، فانتهى بموته الصراع الطويل بينه وبين الأمير بشير، الذي استراح من والي عكا المتقلب، وانصرف إلى توطيد حكمه وترسيخه، مستندا بذلك إلى بعض الطمأنينية التي شعر بها الشعب عند تولي سليمان باشا، خلف الجزار، ولاية عكا، وإلى علاقته الحسنة مع هذا الباشا الجديد.

### البطش بالشهابيين المنافسين
أمن الأمير بشير جانب الجزار بموته، وجانب سليمان باشا بإرضائه بالمال، وانصرف إلى تقوية مركزه في الإمارة، وذلك بالتخلص من أقربائه الشهابيين الذين نافسوه أو ناصروا منافسيه على الحكم. وكان في مقدمة هؤلاء أبناء الأمير يوسف الثلاثة، وكان العقاب الذي أنزله بهم قاسيا إذ سمل عيونهم وصادر أملاكهم ومنعهم من الزواج حتى لا يتركوا ذرية. وأقدم سنة 1807 على قتل جرجس باز، وعبد الأحد باز، وكانا مدبرين، أي مستشارين أو وزيرين، لأبناء الأمير يوسف، وقد سعيا في تعكير العلاقات بين الجزار والأمير بشير، ليخدما أبناء الأمير يوسف. وضيّق الأمير بشير على أقربائه من الشهابيين الذين يُحتمل أن يبرز منهم مرشح للإمارة يُخاصم الأمير، وصادر أملاكهم.

### إضعاف الإقطاعيين
رأى الأمير بشير أن الإقطاعيين يقاسمونه الحكم، وأن الولاة العثمانيين يتلاعبون بهم، ويوجهونهم كما يريدون، ويتخذونهم وسيلة للتدخل في شؤون لبنان، فعزم على البطش ببعضهم، والحد من نفوذ بعضهم الآخر، وإرغام الجميع على طاعته. ولكنه لم يكن يملك جيشا يقوى على تنفيذ خطته، فأخذ يغتنم فرصة تذمر الشعب منهم، فجردهم من السلطة القضائية، وضيّق من صلاحياتهم، وهكذا تنكر لهم أتباعهم، وأصبح ولاء الشعب للأمير ولاءً مباشرا.
هكذا فعل الأمير بآل الخازن الذين ساعدوا خصومه، فعزلهم عن حكم كسروان، وآل تلحوق وآل عبد الملك إقطاعيي الغرب الذين كانوا يعارضونه، فصادر أملاكهم وضيّق عليهم، والأمراء الأرسلانيين الذين نكّل بهم. بثّ الأمير بشير بهذا، الرعب في قلوب الأقوياء، فهابه الجميع، وساد الهدوء والسكينة والنظام لسنين طويلة ازدهرت خلالها البلاد في الفترة التي يُطلق عليها البعض «عهد الازدهار الشهابي» أو «العهد الزاهر الشهابي».

## عهد الازدهار الشهابي

### الأمن والقضاء
قبل أن يتمكن الأمير بشير من القبض على الحكم بيديه، كان السفر شاقا، وكان اللصوص يقطعون الطرق. فلما استتبّ له الأمر، طارد قطّاع الطرق، ولاحق المجرمين وأنزل بهم أشد العقاب، حتى ساد الأمن، واطمأن الناس على حياتهم في السفر، فأخذوا يتنقلون في البلاد ليلا ونهارا من غير خوف. وقد تناقل الناس أخبارا كثيرة عن العقاب الصارم الذي كان يُنزله الأمير بشير بكل من ارتكب جرما، كما أن كتب الرحالة الأجانب الذين زارو لبنان في عهد الأمير، حافلة بقصص الأمن السائدة، وكيف استطاع الأمير أن يُطهر البلاد من الخارجين عن القانون. ومن هذه القصص أن امرأة شكت للأمير أن زوجها قد قُتل، فما كان من الأمير إلا أن أنذر أهل القرية التي قُتل فيها الرجل بأن عليهم أن يكشفوا القاتل ويسلموه..وإلا أنزل العقاب بعدد من رجال القرية. وفي خلال ساعات معدودة، كان القاتل بين يدي الأمير ينتظر حكمه.
واحتفظ لبنان في عهد الأمير بطابعه التاريخي المميز، وذلك في ترحيبه بكل لاجئ إليه، راغب في الاستقرار في ظل الحرية. فقد دعا الأمير بشير 400 أسرة درزية، كانت تقيم في ضواحي حلب وتعاني ألوانا من الاضطهاد والضغط من جيرانها، دعاها الأمير إلى الإقامة في لبنان وقدّم لها المساعدة ليتمكن أفرادها من الاستقرار وتأمين شؤون عيشهم. وقد اكتسبت بعض هذه الأسر عند إقامتها في لبنان لقب «الحلبي» إشارة إلى حلب موطنها الأول. ونزحت في عهد الأمير بشير، من منطقتيّ حلب ودمشق أسر عديدة من الروم الكاثوليك، وأقامت في دير القمر، وذوق مكايل قرب جونية.
كانت إجراءات العدالة في عهد الأمير بشير تتم على الشكل التالي: يحكم الأمير بالدعاوى الجنائية والسياسية، وبعض الدعاوى التي تقع بين شخصين من طائفتين مختلفتين، ويحكم رجال الدين بالقضايا الدينية، أما القضايا المدنية التي تخرج عن صلاحيات رجال الدين، فكان يتولاها قضاة مدنيون. وأما القضايا الصغيرة والمخالفات فيحكم بها مخاتير القرى، أي مشايخها. وأراد الأمير أن يكون للبنان قضاء منظم، فاختار عددا من الشباب المتعلم، وأوفدهم إلى كبار فقهاء العصر، فتخصصوا في الفقه والقانون، ثم تولوا مناصب القضاء المدني.

### العمران
ضاق قصر الأمير في دير القمر بالجند والحاشية، وتضايق الأمير نفسه من الإقامة في دير القمر، وسط أنصار آل باز، الذين قتل زعيميهم، وبين بعض الإقطاعيين المعارضين له، مثل آل نكد حكّام المناصف، وكان بعضهم يقيم في دير القمر. والتقى هذان السببان مع رغبة الأمير الشديدة في أن يكون له قصر يتناسب مع مكانته المتصاعدة وآماله البعيدة. من أجل ذلك عزم الأمير بشير على بناء قصر فخم على الرابية التي كان قد اشتراها، إثر زواجه من «الست شمس»، والتي تقع قرب دير القمر وتشرف عليها.

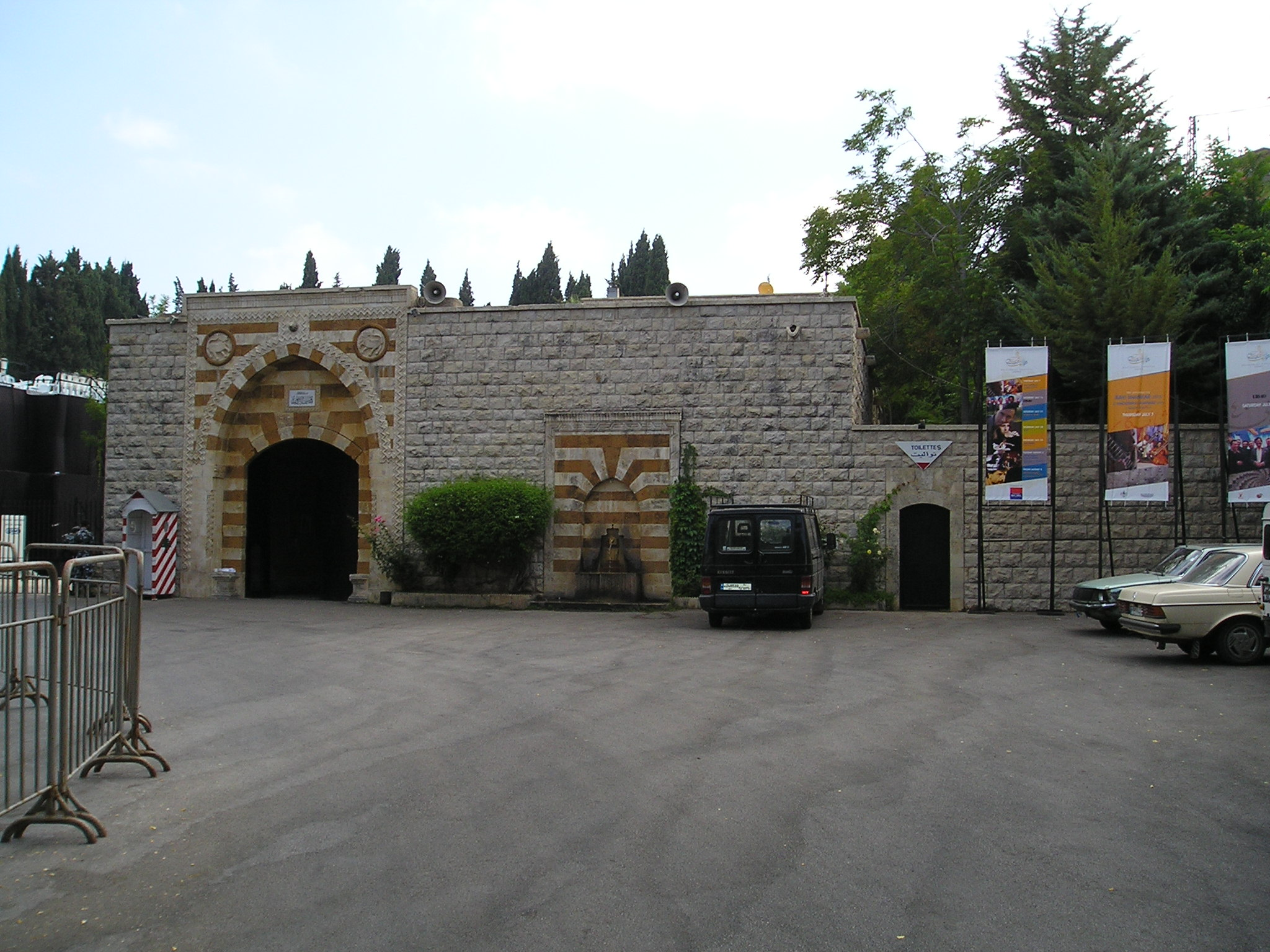
المدخل الخارجي لقصر بيت الدين.

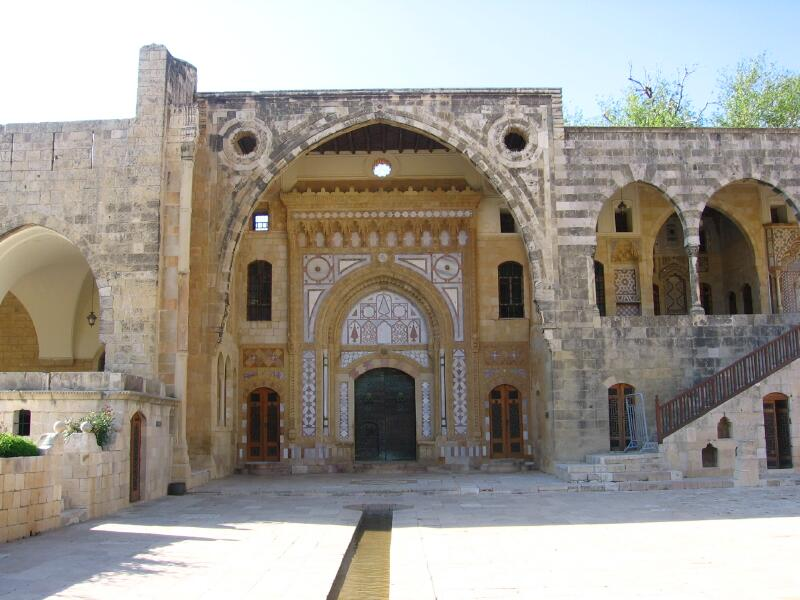
المدخل الرئيسي لداخل قصر بيت الدين.

استغرق بناء القصر عشر سنوات، وعمل فيه أشهر البنائين اللبنانيين، مثل رستم ويوسف مجاعص من بلدة الشوير، كما اشترك في بنائه عدد من المهندسين الذين استدعاهم الأمير من أوروبا، وعدد آخر من الرخامين من إسطنبول وحلب ودمشق. ولم تعد عين الماء التي كانت تروي بيت الدين كافية للموظفين والجند المقيمين في القصر الجديد، فكان هذا الأمر كارثيّ عليهم، وتناقل الناس هذا الخبر عن مشكلة الماء في القصر، فسمعه رجل مصاب بمرض بعقله، في قرية «شاناي»، فقال «لما لا يُحضرون مياه النبع إلى القصر» فسخر الناس منه، ولكن القصة بلغت مسامع الأمير بشير ومهندسيه، فأخبروه أنها فكرة ممكنة، فكان ذلك الرجل، على الرغم من خفة عقله، قد قدم حلا للمشكلة التي شغلت بال الأمير، فأصبح من الشخصيات المعروفة في لبنان، حيث يرمز إليه الناس باسم «أخوت شاناي».

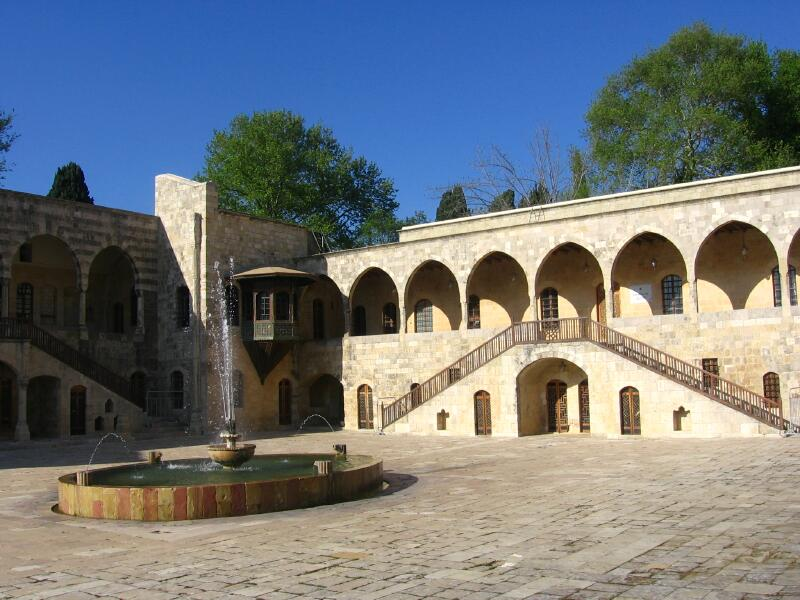
الباحة الخارجية في القصر أو "الميدان".

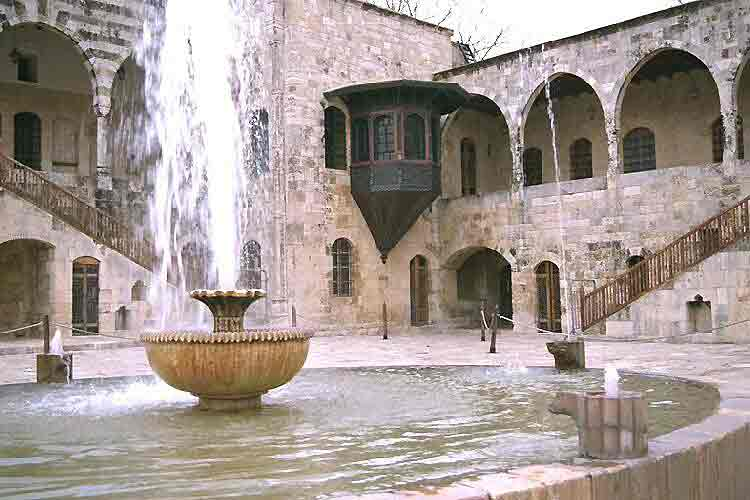
نافورة المياه في باحة القصر التي تنبع منها مياه نبع الصفا.

اشترى الأمير، بعد هذه الحادثة، مياه شلال نبع الصفا وعهد إلى خليل عطية الدمشقي بأن يُشرف على جرها إلى القصر. وقد اشترك شباب البلاد في حفر القناة التي تنقل المياه من نبع الصفا إلى بيت الدين، فعمل كل رجل يومين في السنة من غير أجر، وعندما وصلت الماء إلى القصر بعد سنتين من بدء العمل، أقيمت حفلات الابتهاج، وأشعلت النيران ليلا، وارتفع الحداء والغناء. وكان قصر بيت الدين، سنة 1815 أفخم قصر في لبنان، ومثالا رائعا للبناء الشرقي في القرن التاسع عشر. وهو يحتوي على عدة أقسام تمّ بناؤها على مراحل، وهي: مركز الإدارة، أو السراي، ودار الحريم، وأجنحة واسعة للموظفين والجند، وفي الجهة الشمالية الشرقية من القصر بنيت الحمامات الرخامية. وأحاط الأمير قصره بالحدائق الجميلة، وجعل أمامه ساحة فسيحة تدعى «الميدان» كانت تُقام فيه حفلات الفروسية، واستعراض الجيش، كما بنى عدد من الإسطبلات التي كانت تعج بمئات من الخيول العربية الأصيلة من البادية السورية والحجاز، ومنها ذرية المهر الأسود الصغير الذي امتلكه بشير عندما كان لا يزال فقيرا يعمل في خدمة الأمير يوسف. وزيّن الأمير قاعات القصر بالرخام والفسيفساء، ونقش على جدرانها نقوشا هندسية جميلة، وزخارف ملونة، وكتب عليها أمثالا وحكما عربية قديمة عن عدل الحكم بين الناس.
وقلّد الأمراء والأغنياء الأمير بشير، فبنوا القصور الجميلة في دير القمر وبيروت وغزير وغيرها من البلدات والمدن. وشمل الاهتمام بالعمران، توسيع الطرق القديمة، وشق الطرق الجديدة، وبناء الجسور وترميمها، وإنشاء الخانات للتجار، وكانت هذه الخانات ذات أبراج تقيم فيها الحاميات المسلحة لوقايتها من غارات اللصوص.

### الاقتصاد

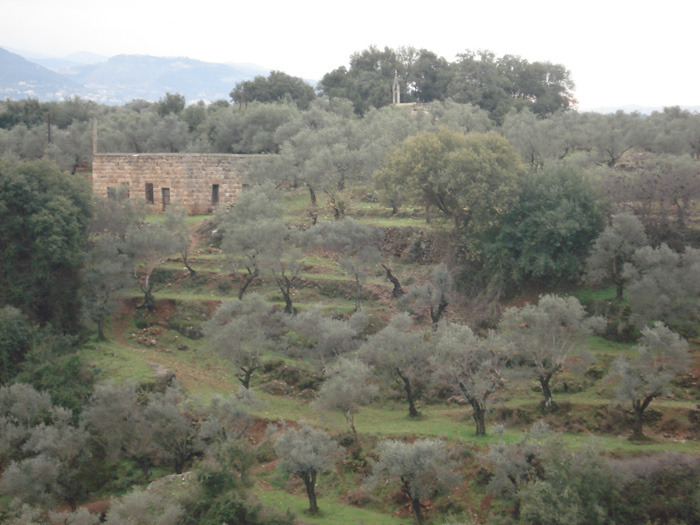
جلول قديمة تعود لقرابة عهد الأمير بشير، مزروعة بالزيتون، أحد أعمدة الإنتاج الزراعي اللبناني، في قرية اصنون بشمال لبنان.

كان انتشار الأمن حافزا على ازدهار الحياة الاقتصادية، بقطاعاتها الثلاثة: الزراعة والصناعة والتجارة. شجع الأمير بشير على زراعة الزيتون، كما شجع على العناية بغابات الزيتون التي تركها الأجداد، وكان للحبوب والفاكهة نصيب وافر من عناية اللبنانيين في مختلف المناطق. أما أشجار التوت فقد كان التنافس في الاهتمام بها عاملا من عوامل انتشار تربية دود القز في القرى والسواحل، وقد حقق الحرير اللبناني شهرةً عالمية منذ عهد الأمير فخر الدين المعني الثاني.
وكانت المواسم المتتالية تزيد من جودة الحرير، تبعا لازدياد العناية بتربية دود القز، واكتساب الخبرة في تحسين صناعته. وقد تكاثر إقبال التجار الأوروبيين والسوريين والمصريين على شرائه، حتى غدا موسم الحرير عماد الحياة الاقتصادية في لبنان، بفضل ما يجلب من أموال. ورضي الأمير بشير أن يسدد الفلاحون ما عليهم من ضرائب حريرا بدلا من النقود، وذلك تسهيلا على الفلاحين واعترافا بقيمته.
وكان من الطبيعي أن تنشط الصناعات الزراعية تبعا لازدهار الزراعة، فكثرت مصانع حلج الحرير وتحضيره للنسيج والحياكة، واستمرت مصانع الزيت والصابون في العمل والإنتاج، حسب مواسم الزيتون السنوية، قوة وضعفا. أما الغزل والحياكة فكانا من الصناعات البيتية التي انصرفت النساء إلى إتقانها. وكانت الأواني الخزفية من الصناعات التي انتشرت في المدن والقرى اللبنانية، وكان الحديد من أهم المعادن التي عني اللبنانيون باستخراجها.
وأدى انتشار الأمن وانتعاش الصناعة والزراعة، إلى اتساع الحركة التجارية في لبنان، فكانت السفن الآتية من مرسيليا وجنوة والبندقية وإنكلترا ترسو في المرافئ اللبنانية وخاصة صيدا وبيروت، فتفرغ حمولتها، وتحمل مكانها الحرير والصابون وغيرهما.

### الحياة الفكرية
حفل قصر بيت الدين في عهد منشئه بالأدباء والشعراء، الذين كانوا يعقدون المجالس الأدبية، حيث تُلقى الخطب والقصائد، وتدور المناقشات، وكان الأمير بشير يشهد بعضها. ومن أبرز روّاد قصر الأمير من الأدباء: بطرس كرامة، ونقولا الترك، والشيخ ناصيف اليازجي، وأمين الجندي. وفي عهد الأمير بشير الثاني أنشئ الكثير من المدارس التي أعطت ثمارها في النصف الثاني من القرن التاسع عشر، وإلى هذه المدارس يرجع الفضل في إيقاظ النهضة الفكرية التي كان اللبنانيون روّادها.
في السنة الثانية لتولي الأمير بشير تحولت مدرسة عين ورقة من مدرسة للاهوت إلى معهد ثقافي عال، وتقع هذه المدرسة في قرية غوسطا، وقد تخرج منها بعض أعلام الفكر، كالمطران يوسف الدبس المؤرخ، ورشيد الدحداح الصحافي وأمين سر الأمير بشير، والمعلم بطرس البستاني مؤلف «دائرة المعارف»، وأحمد فارس الشدياق، الأديب، وكانت هذه المدرسة تعلّم العربية والسريانية واللاتينية والإيطالية. وفي عهد الأمير بشير جاءت إلى لبنان، البعثة الأمريكية سنة 1823 فأسست مدرستها في بلدة عبيه قبل أن تنتقل إلى بيروت. وقدمت بعد ذلك البعثة اليسوعية الثانية سنة 1831، وكانت البعثة اليسوعية الأولى قد جاءت قبل ذلك بأكثر من 200 سنة، أي في عهد الأمير فخر الدين المعني الثاني.
وكثُر عدد المطابع في عهد الأمير، فسهلت تداول عدد من الكتب التي ظهرت مطبوعة للمرة الأولى. وكانت المطبعة في القرن التاسع عشر هي الوسيلة الوحيدة لنشر العلم والأفكار على نطاق واسع. ومن بين هذه المطابع: المطبعة الأمريكية التي نُقلت إلى بيروت من مالطة سنة 1834، وكانت تجمع الحروف العربية وتطبعها. وعادت أول بعثة من طلاب الطب أرسلها الأمير إلى معهد قصر العيني بالقاهرة، بعد أن أتم أفرادها تخصصهم، وقد مارس أفراد البعثة العائدون مهنة الطب فكانوا طليعة رجال الطب الحديث في لبنان.

### التنظيم العسكري

جندي من الحوّآلة.

كان للجيش في عهد الأمراء الشهابيين مهمات متعددة، فقد كان يحمي مركز الإمارة من أطماع المنافسين، وكان يخمد الفتن، وكان أيضا يتولى جباية الضرائب وحفظ الأمن، أي إنه كان يقوم بمهمات الجيش والدرك والشرطة. وقد علّمت التجارب الأمير بشير، أن يعتمد على جيش منظم، لا يقل عدده عن 15 ألف مقاتل. وكان جيشه يتألف من أربع فرق:
- خيّآلة «المير»: وهم حرس الأمير الخاص، وقد بلغ عددهم 500 فارس يرافقونه في تنقلاته بين القرى والمدن ويُحافظون على حياته، ويقيمون في قصر بيت الدين. وكان الأمير يختارهم من أفضل شباب لبنان بطولة وشجاعة.
- الحوّآلة: هم الجنود الذين يحوّلون، أي يقيمون في بيوت المكلفين من سكان القرى والمدن، ولا يُغادرونها إلا بعد دفع الضرائب ولو أقاموا عدة أسابيع.
- الجيش النظامي: وكان يتألف من الفرسان والمشاة الذين يرابطون في القلاع والحصون القائمة في الثغور وعلى الطرق لحفظ الأمن.
- الفرق المتطوعة: وكانت تساعد الجيش النظامي وتتجمع قبيل إعلان الحرب، وكان يقودها زعماء الإقطاع من أمراء ومقدمين ومشايخ.

وقد أصبح الجيش في عهد الأمير بشير قوة يعتمد عليها الولاة العثمانيون في دعم مركزهم وفرض نفوذهم، وكثيرا ما طلب الولاة إلى الأمير بشير أن يعاونهم في ذلك. ومن المعارك التي خاضها جيش الأمير خارج حدود لبنان معركة دمشق ومعركة سانور. وعندما أضيفت ولاية دمشق إلى سليمان باشا والي عكا سنة 1810، امتنع والي دمشق عن تسليم المدينة إلى الوالي الجديد، فاستنجد سليمان باشا بالأمير بشير، الذي لبّى طلبه وزحف على رأس جيشه، فحارب الوالي المتمرد حتى اضطر إلى الفرار، فتسلّم سليمان باشا منصبه في دمشق.

### اعتناق آل شهاب للمسيحية
في هذا العهد الزاهر اعتنق البعض من الشهابيين المسيحية دينا، وكان من بينهم أبناء الأمير بشير وبشير نفسه بحسب الظاهر، ومما هو متوافق عليه من أسباب تحولهم، هو التأثير الذي خضعوا له من قبل مربيهم ومستشاريهم المسيحيين منذ طفولتهم، وعيشهم في جبل لبنان ذي الأغلبية المسيحية المارونية والدرزية، فشكلت كل هذه العناصر برودا لعلاقتهم مع دين آبائهم وأجدادهم أي الإسلام. يُقال أن الأمير علي الشهابي، كان أول من اعتنق المسيحية سرّا وذلك في عهد الأمير يوسف، وفي هذه الرواية المزعومة، كان الأمير قد أحب امرأة درزية وبادلته الحب، لكنها خافت أن يستخدم حقه الشرعي ويتزوج عليها في المستقبل إن دخل علاقتهما أي ملل، من هنا توجهت نحو الدين الذي يؤمن لها مرادها، وبواسطة بطريرك ماروني موهوب، نجحت في تحويل زوجها إلى المسيحية. يقول بعض المؤرخين أن بشير الثاني اعتنق المسيحية سرّا واستمر بتأدية الفرائض الإسلامية، كأن يُصلي في المسجد يوم الجمعة، ويصوم شهر رمضان علنا، ولكنه كان أيضا يقيم في قصره قدّاسا يوميّا يخدم فيه راهب كاثوليكي، تحت ستار مفاده أن زوجته الشركسية اعتنقت الدين المسيحي. ويقول بعض الرحالة، مثل لامارتين الذي زار لبنان سنة 1832، أن دين الأمير كان في واقع الأمر لغزا محيرا، حيث لم يستطع أحد إثبات شيء عليه.

## اضطرابات عقد 1820

### ثورة أنطلياس ولحفد
توفي سليمان باشا، والي عكا، سنة 1818، وخلفه عبد الله باشا الذي كان في عهد سابقه على علاقة طيبة بالأمير بشير، وبعد أن حكم عكا، سأله الأمير اللبناني أمر تثبيته في إمارة الجبل، فرد عبد الله باشا بطلب مبالغ طائلة من المال تفوق الضريبة العاديّة، من غير أن يسأل كيف تُجمع. فاضطر الأمير إلى أن يضغط على الشعب ويزيد عليه الضرائب، ولكن الشعب لم يعد يحتمل، فاشتدت النقمة: ففي سنة 1820 رفض أهالي المتن زيادة الضرائب، وانضم إليهم أهالي كسروان، واجتمع الناس في أنطلياس، ودعوا سائر المناطق إلى التحرك ضد الأمير، فأصبحت الحركة عامّة وسُميت «عاميّة أنطلياس». فترك الأمير البلاد إلى حوران، ثم عاد بعد أن هدأت الحالة.
وبعد عودته أرسل ابنه قاسما إلى منطقة جبيل ليجبي الضرائب، فرفض أهالي بلدة لحفد الدفع، وأيدتهم القرى المجاورة، ثم انتقلت الحركة إلى كسروان، فسار الأمير بنفسه إلى بلاد جبيل حيث وقعت عدّة معارك هاجم فيها آلاف القرويين معسكر الأمير وهزموه شرّ هزيمة، ولولا استماتة الأمير في الدفاع عن نفسه ووصول الشيخ بشير جنبلاط، حليفه القديم والوفي، مع 3 آلاف رجل، في اللحظة المناسبة، لما استطاع الأمير بشير حتى النجاة بنفسه، حيث أن القسم الأكبر من قواته سقط ضحية الغضب الشعبي، ولم يبق في خدمته بذلك الوقت سوى ما يُقارب 300 شخص. وقد دعيت هذه الحركة «عاميّة لحفد».

### خلاف والي عكا ووالي دمشق
على أثر خلاف نشب بين عبد الله باشا والي عكا ودرويش باشا والي دمشق، ناصر الأمير بشير عبد الله باشا سنة 1821، وسار على رأس جيشه وحارب والي دمشق وهزمه. وما كادت الدولة العثمانية تطلع على هزيمة والي دمشق حتى جرّد الباب العالي حملة عسكرية قوية اضطرت الأمير بشير إلى ترك البلاد، والسفر إلى مصر، حيث رحب به واليها محمد علي باشا، واتفقا على التعاون معا. ولما كان محمد علي في ذلك الوقت ما زال على وفاق مع السلطان، فقد استطاع أن يسترضيه ويُلطف موقفه من الأمير بشير وأن يعيده إلى إمارته. وكان يجمع بين بشير الثاني ومحمد علي طموح كل منهما إلى توسيع رقعة بلاده، ورغبة كل منهما في الاستقلال عن الدولة العثمانية. وكان كل منهما يضمر النقمة على العثمانيين، فالتقت أهدافهما وتعاهدا على السير معا في سياسة مشتركة ضد الدولة العثمانية.

### البطش بالجنبلاطيين
كان الأمير بشير يستعين في توطيد حكمه بحليفه وصديقه الشيخ بشير جنبلاط زعيم الحزب الجنبلاطي، وعندما هرب الأمير إلى مصر، استعمل جنبلاط كل تأثيره لدعم أحد أقارب الأمير المدعو عباس واستصدر له من الباب العالي تكليفا بالحكم، خوفا من تدخلات الباشاوات المباشرة، واتقاءً للنزاعات الداخلية بين الطامحين للإمارة. وعند عودة بشير من مصر، خضع له الجميع عن طيب خاطر، لكنه شعر بالاستياء من تأثير الجنبلاطي الواسع، وسهولة تعيين حاكم جديد في غيابه. وعندما طلب عبد الله باشا مبلغا جديدا من المال حاول الأمير بشير أن يحصل عليه من الشيخ بشير جنبلاط، فرفض الجنبلاطي دفعه، واعتبر أن كبريائه قد أهين. وفجأة انقلبت صداقة ثلاثين سنة إلى فتور فعداوة عنيفة، أدت إلى نزاع مسلح في مرج السمقانية سنة 1825، وقد هزم في هذه المعركة الشيخ بشير وأنصاره، فهرب إلى حوران، ولكنه اعتقل وأرسل إلى عبد الله باشا في عكا حيث شُنق بسعي من الأمير بشير. أما الأمراء الشهابيون الذين ناصروا الشيخ بشير جنبلاط، وهم الأمراء: سيد أحمد، فارس، وعباس، فقد وقعوا في يد الأمير بشير؛ فانتقم منهم شر انتقام: سمل عيونهم وقطع أطراف ألسنتهم.

### الحملة على نابلس
امتنع أهالي نابلس سنة 1829 عن دفع الضرائب لعبد الله باشا والي عكا، واعتصم الثائرون منهم في قلعة سانور قرب المدينة، حتى كاد الوالي يعود خائبا، كما حدث للجزار أن تراجع مرارا عن هذه القلعة المنيعة.. من غير أن يقدر على اقتحامها. ولكن عبد الله باشا استنجد بالأمير بشير، فزحف إليه بخمسة آلاف مقاتل وانضموا إلى قوات الوالي البالغ عددها 20 ألف جندي، واستمروا بحصار القلعة وعزلها من مختلف الجهات إلى أن استسلم الثائرون. وكان لهذه التجربة والتجارب التي سبقتها أثر على الأمير اللبناني، إذ أدرك أن جيشه بعدده وتنظيمه، أصبح قوة يمكنها أن تحقق أهدافه البعيدة بالاستقلال، إذا ما تحالف مع حلفاء أقوياء، وكان هذا سببا آخر يجعله يفكر بتقوية أواصر العلاقة بينه وبين محمد علي باشا.

## الحملة المصرية على بلاد الشام

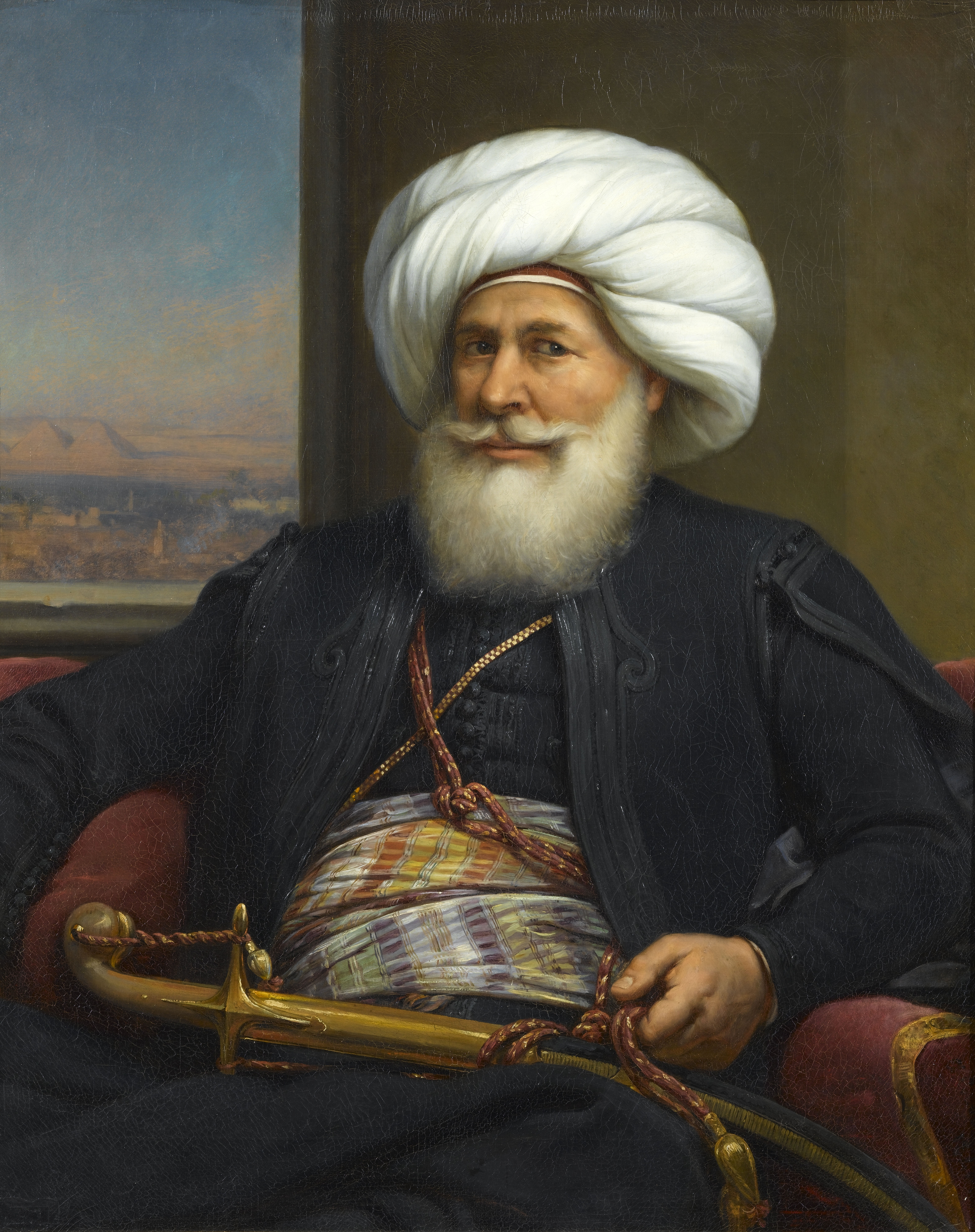
رسم لمحمد علي باشا، والي مصر، من سنة 1840، بريشة أوغست كودور.

بعد أن كان محمد علي باشا قد أنجد قوات الدولة العثمانية في اليونان، وتغلب على الوهابيين في شبه الجزيرة العربية، غدا أقوى ولاة السلطان العثماني في الشرق العربي، وكان أخرهم علي بك الكبير، فهو والي مصر، وهو يملك جيشا مدربا وأسطولا مستعدا. ولما كان طامعا في توسيع رقعة نفوذه، فقد طمع بالاستيلاء على بلاد الشام، كما سبق لولاة مصر الذين سبقوه أن طمعوا بضمها إليهم، وذلك لأهمية مركزها الاستراتيجي على طريق الحج، ولغناها بالرجال والمال، ولثروتها الزراعية. وكان السلطان محمود الثاني قد وعد محمد علي بأن يوليه عليها، ولكن عاد وأخلف وعده، إذ شعر أن وجود محمد علي في سوريا ولبنان خطرٌ على كيان السلطنة نفسها.
مهّد محمد علي لتنفيذ خطته بأن أخذ يوطد علاقته بأقوى شخصين في المنطقة وهما بشير الثاني أمير لبنان وعبد الله باشا والي عكا، وكلاهما مدين لمحمد علي في البقاء بمنصبه. أما الأمير بشير فقد عاد إلى إمارته صديقا لمحمد علي وحليفا، وأما عبد الله باشا فكان محمد علي قد ساعده لدى السلطان، إثر خلافه مع والي دمشق، فرضي عنه السلطان وأقره على ولاية عكا، كما كان محمد علي قد أمده بالمال في معركته ضد والي دمشق. فلما اطمأن محمد علي إلى قوته، وأدرك أن الدولة العثمانية تجتاز مرحلة صعبة من الضعف والعجز، قرر أن يجتاح بلاد الشام بالقوة، ومن أجل أن يبرر عمله افتعل خلافا بينه وبين عبد الله باشا والي عكا.
طالب محمد علي عبد الله باشا بإعادة المال الذي كان قد قدمه إليه، وإعادة الفلاحين المصريين الفارّين من دفع الضرائب ومن الخدمة في الزراعة، ولما ماطل عبد الله باشا في تلبية طلب محمد علي، اتخذ هذه المماطلة ذريعة لاحتلال أراضي فلسطين ولبنان وسوريا.
في خريف سنة 1831 وجّه محمد علي جيشا بقيادة ابنه إبراهيم إلى فلسطين، فأخضعها بمساعدة الأمير بشير. ثم حاصر عكا وواليها عبد الله باشا، وبينما كانت تقاوم حصار إبراهيم باشا، كان أبناء الأمير بشير ومعهم جنود مصريون، يسيطرون على صور وصيدا وبيروت وجبيل، ولما استعصت عليهم طرابلس أسرع إبراهيم باشا لنجدة حلفائه، ولم تلبث أن سقطت في أيديهم. وبعد سبعة أشهر من الحصار سقطت عكا واستسلم واليها عبد الله باشا، فأرسله إبراهيم باشا أسيرا إلى والده في مصر. وكانت المرحلة الثانية بعد فتح عكا، الاستيلاء على سوريا الوسطى والشمالية، فتابع الفاتح المصري زحفه نحو دمشق ومعه الأمير بشير وجيشه، فاحتلها. ثم تقدم نحو حمص حيث كان الجيش العثماني يستعد لمجابهته، فاشتبك الفريقان في قتال شديد أسفر عن نصر ساحق لإبراهيم باشا، وسار القائد المصري شمالا فاحتل اللاذقية وأنطاكية وحلب، ثم تابع الزحف حتى بلغ ممر بيلان، بين حلب والإسكندرونة، فدارت معركة أخرى انتصر فيها إبراهيم باشا وحلفاؤه اللبنانيون. وهكذا دانت سوريا الكبرى كلها للفاتح المصري.

### بشير في ظل الحكم المصري

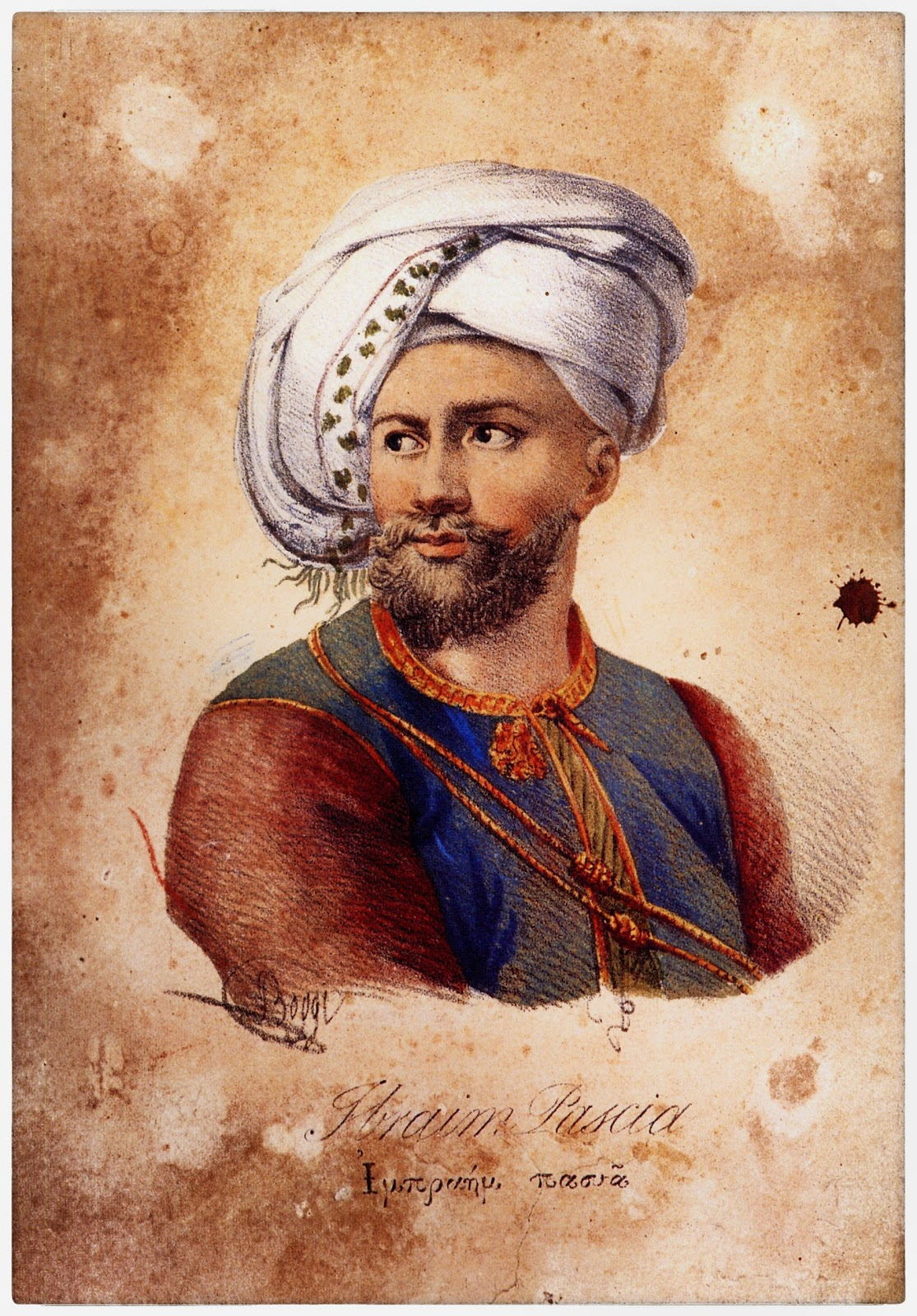
إبراهيم باشا، فاتح وحاكم بلاد الشام (1831-1840).

استقبل سكان سوريا ولبنان إبراهيم باشا استقبال المحرر المنقذ من الولاة العثمانيين وظلمهم، واستقبله أنصار الأمير بشير بحماسة وانضموا إلى جيشه، فزودهم بالسلاح، وقد حاربوا تحت لوائه وخاضوا المعارك التي خاضها. أما الحزب الجنبلاطي وبعض الإقطاعيين الذين كانوا يخاصمون الأمير بشير فقد رؤوا فيه خطرا عليهم، إذ أن والده محمد علي كان قد تدخل في مقتل زعيمهم بشير جنبلاط الذي كان والي عكا قد شنقه، لذلك آثر هؤلاء الانضمام إلى العثمانيين، ولما اكتسح إبراهيم باشا بلاد الشام التجأ بعضهم إلى إسطنبول، وبعضهم الآخر إلى قبرص.
وكافأ إبراهيم باشا حليفه بشيرا الثاني على المساعدات التي قدمها إليه أنصاره، فأعاد إليه مكانته السابقة وترك له حرية التصرف في إمارته، فانصرف الأمير بشير إلى إنجاز ما كان قد بدأه، فتابع ملاحقة خصومه من الإقطاعيين وقضى على نفوذهم وصادر أملاكهم وشرّدهم، وأقام على إقطاعاتهم بعض أنصاره وأقاربه. وفي فترة لاحقة، خلال هذا العهد المزدهر، عمم الأمير بشير التلقيح ضد الجدري، بعد أن عني القائد المصري بالناحية الصحية للبلاد.
بعد استقرار الحكم المصري في لبنان، أخذ إبراهيم باشا يفرض قيودا جديدة وزيادة في الضرائب لم يعهدها الناس من قبل، كذلك أنشأ نظام السخرة لاستخراج المعادن من قرنايل وصليما، وفرض التجنيد الإجباري خوفا من عودة الأتراك لاسترجاع بلاد الشام. ولم يكن للبنانيين عهد بمثل هذه الإجراءات الإجبارية، فنفروا ونقموا على إبراهيم باشا وأعوانه، وطالبوا الأمير بشير بالتدخل لوقف هذه الأعمال، ولكن بشير لم يكن في وسعه أن يفعل شيئا، فقد أصبح أداة طيعة في يد إبراهيم باشا يُنفذ سياسته من غير اعتراض. لذلك أصبح الأمير بشير في نظر الشعب مساعدا للباشا في طغيانه.
وفي منتصف سنة 1840 طالب المصريون من الأمير بأن يسترجع من اللبنانيين 16 ألف بندقية كانوا قد تسلموها من المصريين أبان دخولهم بلاد الشام، وذلك لأن إبراهيم باشا كان قد بدأ إعداد الفرق العسكرية تحسبا لمقاومة أي هجوم خارجي أو ثورة داخلية، بعد أن نشط عملاء العثمانيين والأوروبيين في تغذية النقمة ضد الوجود المصري في الشام. وفي مايو 1840 دعا الأمير بشير أهالي دير القمر إلى تسليم سلاحهم تنفيذا لأوامر محمد علي، وكان هؤلاء أوفر أهل الشوف سلاحا؛ لذلك كان البدء بتطبيق هذا الأمر عليهم، يُسهل تطبيقه على سائر المناطق. غير أن أهالي دير القمر رفضوا الإذعان لهذه المطالب وقرروا المقاومة المسلحة، التي ما لبثت أن انتشرت من دير القمر إلى أنحاء لبنان.
وساءت العلاقات بين الأمير بشير وإبراهيم باشا، وكان الأخير يكره الأمير بشير، على العكس من والده محمد علي. فقد تجاهل الأمير أول الأمر هذه الثورة ظنّا منه أنه يستطيع إخمادها متى شاء، وذلك ليُشعر إبراهيم باشا أنه بحاجة إلى الاستعانة به دائما، ولكن ظن الأمير كان في غير محله، فقد أفلت زمام الأمر من يده، بعد أن تعهد عملاء الدول الأوروبية وعملاء العثمانيين هذه الثورة بالتشجيع، والمال والسلاح والمؤن. ولما طالب الأمير الثوار بالتريث والهدوء طالبوه بتحقيق 6 شروط لا يتنازلون عن أي واحد منها، ومن ضمنها إلغاء قرار تجنيدهم في الجيش المصري، وإلغاء السخرة، والعودة إلى نظام الضرائب القديم.
لم يحفل الأمير بشير بمطالب الشعب هذه، فاتهمه اللبنانيون بالأنانية وبخضوعه لسياسة إبراهيم باشا وتخليه عن مصلحة لبنان. والواقع أن الأمير العجوز، الذي كان قد بلغ الثالثة والسبعين، لم يعد يستطع أن يخالف إبراهيم باشا أو يقاومه، فاتخذت الثورة اتجاها جديدا، فأصبح الأمير هدفا من أهدافها. وهنا لجأ إبراهيم باشا إلى اللين، فطلب من الأمير أن يفاوض الثوار، ولكن هؤلاء أصروا على تحقيق مطالبهم كاملة، واجتمعوا في أنطلياس، وكانوا يمثلون جميع الطوائف، وتعاهدوا على أن يكون فيهم «القول واحد والرأي واحد». وبهذا استمرت المعارك والمناوشات بين الثائرين والجيش المصري، ولم يستطع الأمير بشير أن يعمل شيئا، فزج بعض الذين وقعوا بين يديه من رجال الثورة في السجون وصادر أملاكهم، لكن كل ذلك لم يكن سوى حافزا على متابعة الثورة.

## نهاية الأمير بشير

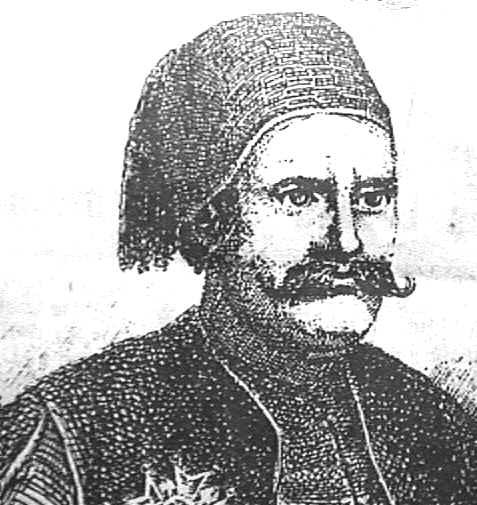
سليمان باشا الفرنساوي، حاكم بيروت من سنة 1831 حتى 1840.

تمثال شمعي للأمير بشير وهو في جلسة مع إبراهيم باشا، ويبدو "أخوت شاناي" واقفا على اليسار.

في يوليو 1840 بدأت تظهر على شواطئ لبنان وسوريا البوارج الحربية البريطانية والنمساوية، تمهيدا لقصف المدن بحال لم ينسحب المصريون منها، وكان الأوروبيون يهدفون من وراء ذلك إلى دعم العثمانيين ليعودوا إلى حكم البلاد بدلاً من حلول دولة محمد علي القوية وسيطرتها على المنطقة التي تمر فيها طريق بريطانيا إلى الهند. وفي الوقت نفسه كان عملاء البريطانيين والعثمانيين ينشطون لحث الثائرين على مواصلة المقاومة ضد الأمير بشير والمصريين، وهم يعدونهم بعهد جديد يحقق آمالهم في الرخاء والحرية والاستقلال. ووجه قائد الأسطول الحليف، الأميرال البريطاني تايير، إنذارًا إلى رئيس أركان الجيش المصري يدعوه فيه إلى تسليم بيروت، ولكن سليمان باشا الفرنساوي، الذي كانت بيروت مقر قيادته، رفض الإنذار. وعلى الأثر أخذت البوارج الحليفة تقصف بيروت وطرابلس وصيدا وصور وجبيل وعكا، وفي الوقت نفسه بدأت قوات عثمانية وبريطانية ونمساوية تنزل على شاطئ جونية، فانضم إليها عدد من الثوار اللبنانيين.
عندئذ رأى سليمان باشا الفرنساوي أن ينسحب بقواته المصرية من المدن الساحلية إلى بحرصاف، قرب بلدة بكفيا، حيث كان إبراهيم باشا يحاول تنظيم جيشه، ولكنه اضطر إلى التراجع إلى البقاع ثم دمشق. وبعد سقوط عكا، أمنع موقع ساحلي، يئس إبراهيم باشا من التغلب على الجيوش العثمانية والأوروبية، فلم يجد بدًّا من أن ينسحب بقواته إلى مصر، تاركًا لوالده محمد علي معالجة الموقف عن طريق المفاوضات.
على إثر نزول القوات الحليفة على ساحل جونية، أيقن الأمير بشير أن المصريين فقدوا سيطرتهم على البلاد، ولكنه لم يتخلّ عنهم حتى في ساعاتهم الأخيرة، حيث أنه لم يقبل أن يخون المعروف والصداقة التي جمعته بمحمد علي، فواصل تعاونه معهم، ورفض دعوة من العثمانيين والبريطانيين بالوقوف إلى جانبهم. فلما انسحب إبراهيم باشا، آثر الأمير مغادرة البلاد، فترك بيت الدين إلى صيدا، حيث نقلته بارجة بريطانية مع أسرته وحاشيته، إلى جزيرة مالطة، المستعمرة البريطانية.
وفي مالطة تلقى الأمير فرمانًا من السلطان العثماني، عبد المجيد الأول، بالعفو عنه، وبالسماح له أن يقيم في أي مكان يشاء خارج لبنان، فأرسل الأمير ابنه أمينًا إلى إسطنبول ليستطلع أحوالها. ولم يلبث الأمير أن انتقل إليها بعد أن أمضى في مالطة 11 شهرًا، وقد غضب الإنكليز لسفر الأمير إلى إسطنبول. وفي سنة 1845 وقعت فتنة في لبنان، فنقل العثمانيون الأمير بشير إلى داخل الأناضول. وعلى أثر اتصالات سفيريّ فرنسا والنمسا بالباب العالي، نُقل الأمير إلى بروسه ثم إلى إسطنبول حيث توفي سنة 1850.
وهكذا انتهت حياة الأمير بشير الثاني، أكبر الأمراء الشهابيين، في منفاه بإسطنبول، كما انتهت من قبل حياة الأمير فخر الدين المعني الثاني، أكبر الأمراء المعنيين، بمقتله في منفاه بعاصمة السلطنة. حفلت حياة الأمير بشير بالأحداث السياسية والانقلابات الدولية. وفي أواخر سنة 1947، أي بعد سبع وتسعين سنة من وفاة الأمير الشهابي، نقلت الحكومة اللبنانية رفاته من إسطنبول إلى بيت الدين، حيث دفن في قصره قرب ضريح زوجته «الست شمس».

### إرث الأمير وذكراه
لعلّ أخطر الآثار التي خلفها عهد الأمير بشير بعده، هو تدخل الدول الأوروبية، الذي أخفق في حملة بونابرت، ونجح في مقاومة حملة محمد علي واستطاع إعادته إلى مصر وإجباره على الانكماش فيها. ومنذ سنة 1840 حين عُقدت معاهدة التحالف الرباعي في مؤتمر لندن، أصبحت عبارة «نشر السلام في الشرق» التي وردت في هذه المعاهدة، ذريعة تلوح بها الدول الأوروبية للتدخل في شؤون الشرق العربي. ومنذ سنة 1840 اشتد تدخل بريطانيا وفرنسا في الشؤون اللبنانية والسورية، حتى أصبح هذا التدخل «تقليدا» في الأحداث التي تلت عهد بشير الثاني.

يذكر المؤرخون الذين عاصروا الأمير بشير أنه كان رجلاً «خبيرًا بالحياة»، فقد اكتسب من ظروف حياته التي نشأ عليها في صباه، صفات الحذر من الناس، والشك بالأقارب، والحرص على المال، كما اكتسب خلال مرحلة شبابه التي أمضاها في حاشية الأمير يوسف خبرة بدسائس الإقطاعيين، وفهما لدوافع نزاعهم. وكان الأمير بشير يتمتع بإرادة قوية وذكاء عميق ورأي مستقل، كما كان يملك قدرة خارقة على إخفاء نياته وأهدافه. يقول المؤرخ فليب حتي:
| بشير الثاني الشهابي | برهن الأمير بشير في حياته السياسية على أنه خير وريث لفخر الدين المعني الثاني، فإن طموحه وأهدافه، والسبل التي سلكها من أجل تحقيقها، صورة طبق الأصل لحياة سلفه السياسية. إنما كان يختلف عنه جسما وهيئة: كان المعني رجلا قصير القامة لا يفرض على الناس هيبته، بينما كان الشهابي يبعث في نفوس الناس الهيبة والاحترام. كان أشبه برجل دين جليل وقور ذي حاجبين غليظين متدليين فوق عينين براقتين، تنبعث منهما نظرات نافذة. وكان له لحية عظيمة متموجة تبعث على الاحترام. وقد رُوي عنه أنه أراد عندما كان في منفاه المثول أمام السلطان، فأمر السلطان جلساءه أن يظلوا جالسين عندما يدخل هذا العامل الذي خالف الأوامر السّنيّة. ولكنه عندما دخل عليهم وجدوا أنفسهم، بدافع لا شعوري، واقفين هيبة وإجلالا. | بشير الثاني الشهابي |

وبتاريخ 13 أغسطس 2009، احتفل المجلس البلدي في غزير، البلدة التي شهدت ولادة الأمير، بإزاحة الستار عن تمثال له، حيث أقام أمسية موسيقية غنائية للأوركسترا الكلاسيكية التابعة لموسيقى قوى الأمن الداخلي، وألقى رئيس بلدية غزير كلمة بهذه المناسبة. كذلك هناك تمثال شمعي للأمير بشير في متحف جبيل للتماثيل الشمعيّة، يمثله وهو في جلسة مع إبراهيم باشا.

## وصلات خارجية
- بشير الثاني الشهابي على موقع الموسوعة البريطانية (الإنجليزية)
- بشير الثاني الشهابي من موسوعة بريتانيكا.
- بشير الثاني الشهابي من موسوعة السلام للمعرفة.
- موقع عن آل شهاب.

| المناصب السياسية  | المناصب السياسية           | المناصب السياسية         |
| ----------------- | -------------------------- | ------------------------ |
| سبقه يوسف الشهابي | أمير جبل لبنان 1788 - 1840 | تبعه بشير الثالث الشهابي |